# 安林
安林（1919年—2005年9月5日），男，河南新郑人，中华人民共和国政治人物，曾任北京市人民政府副市长，北京市公安局局长，北京市政协副主席。